# Édouard Debétaz
Édouard Debétaz, né le 16 septembre 1917 à Mathod et mort le 24 mars 1999 à Lausanne, est un notaire et homme politique suisse membre du Parti radical-démocratique (PRD).

## Biographie
Originaire de Fey, Édouard Debétaz étudie le droit à l'Université de Lausanne et devient notaire à Yverdon,.
Syndic d'Yvonand de 1954 à 1957, il représente le canton de Vaud au conseil national de 1956 à 1975 puis au conseil des États, qu'il préside en 1984, de 1975 à 1987. Il est également conseiller d'État vaudois chargé de l'agriculture, de l'industrie et du commerce de 1962 à 1981 et membre de l'assemblée parlementaire du Conseil de l'Europe de 1980 à 1988. Pendant sa carrière politique, il défend notamment les intérêts des locataires.